# Benn Harradine
Benn Harradine (* 14. Oktober 1982 in Newcastle, New South Wales) ist ein ehemaliger australischer Diskuswerfer und aktueller Inhaber des Ozeanienrekords in dieser Disziplin (Stand: August 2018).

## Sportliche Laufbahn
Erste internationale Erfahrungen sammelte Benn Harradine bei den Commonwealth Games 2006 in Melbourne, bei denen er mit 58,87 m den achten Platz erreichte. Zwei Jahre später qualifizierte er sich erstmals für die Olympischen Spiele in Peking, bei denen er aber mit 58,55 m in der Qualifikation ausschied, wie auch bei den Weltmeisterschaften 2009 in Berlin mit 61,74 m. 2010 wurde Harradine Zweiter beim Leichtathletik-Continental-Cup in Split und siegte bei den Commonwealth Games in Neu-Delhi mit 65,45 m vor dem Inder Vikas Gowda und Carl Myerscough aus England. Bei den Weltmeisterschaften 2011 in Daegu wurde er mit 64,77 m Fünfter und bei den Olympischen Spielen 2012 in London warf er im Finale 63,59 m und belegte damit Rang neun.
Am 10. Mai 2013 stellte Harradine in Townsville mit 68,20 m seinen vierten Ozeanien-Rekord auf. Damit qualifizierte er sich erneut für die Weltmeisterschaften in Moskau, bei denen er sich mit 59,68 m aber nicht für das Finale qualifizierte. 2014 nahm er erneut an den Commonwealth Games im schottischen Glasgow teil und belegte dort mit 61,91 m Platz vier. Bei den Weltmeisterschaften in Peking 2015 erreichte er das Finale und wurde dort mit 62,05 m Zehnter. Auch 2016 nahm er zum dritten Mal an den Olympischen Spielen in Rio de Janeiro teil. Dort konnte er sich aber mit 60,85 m erneut nicht für das Finale der besten Zwölf qualifizieren.
2017 nahm er zum letzten Mal an einer Weltmeisterschaft in London teil und scheiterte dort mit 60,95 m in der Qualifikation. 2018 erfolgte die Teilnahme an seinen vierten Commonwealth Games im heimischen Gold Coast. Dort belegte er im Finale mit 59,92 m den sechsten Platz. Daraufhin kündigte er an zurückzutreten und hofft 2020 bei den Olympischen Spielen in Tokio als Trainer dabei zu sein.
Harradine wurde 2007 und 2008 sowie zwischen 2010 und 2012 und 2014 australischer Meister im Diskuswurf. Er ist Sportabsolvent an der University of Newcastle. Er ist der bislang sechste Ureinwohner, der Australien bei Olympischen Spielen in einer Leichtathletikdisziplin repräsentierte, und der Erste in einer Wurfdisziplin.